# 桃色の店

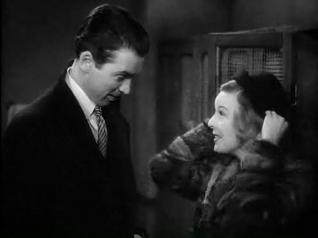
ジェームズ・スチュアートとマーガレット・サラヴァン

『桃色の店』（ピンクのみせ、The Shop Around the Corner）は、1940年のアメリカ合衆国のロマンティック・コメディ映画である。
ハンガリーの劇作家ミクローシュ・ラースロー Miklós László(ニコラウス・ライトナー)が1937年にブダペストで初演した戯曲「Illatszertár」（英語題「Parfumerie」香水店の意）を元に、エルンスト・ルビッチ監督、ジェームズ・スチュアート、マーガレット・サラヴァン共演で映画化された。
日本でのビデオ版タイトルは『街角 桃色の店』である。
1999年、アメリカ国立フィルム登録簿に登録された。

## ストーリー
ハンガリー・ブダペストにある中流階級の客を相手にする雑貨店にある日、クララという娘が雇ってもらいたいとやってきた。
主任のクラリックは店員が多すぎる事を理由に独断で断るが、クララは店主のマトチェックに巧みに取り入って雇ってもらう。
その頃、クラリックは新聞広告で見た見ず知らずの女性と文通していた。クラリックはいつか彼女と会うことを希望していたが、ためらいながら文通を続けていた。
だが、クリスマスも近いある日、クラリックは突然理由も告げられずにクビになってしまう…。

## キャスト
- クララ・ノヴァック - マーガレット・サラヴァン
- アルフレッド・クラリック - ジェームズ・スチュアート
- マトゥチェック - フランク・モーガン
- フェレンツ・ヴァダス - ジョセフ・シルドクラウト
- ペピ - ウィリアム・トレイシー
- フローラ - セーラ・ヘイドン
- ピロヴィッチ - フェリックス・ブレサート
- イローナ - イネズ・コートニー

## リメイク
- 1949年：ミュージカル映画『グッド・オールド・サマータイム』In the Good Old Summertime 監督：ロバート・Z・レナード、出演：ジュディ・ガーランド、ヴァン・ジョンソン、バスター・キートン ※ミュージカル映画として製作された。
- 1963年：ブロードウェイ・ミュージカル『シー・ラヴズ・ミー』She Loves Me 台本：ジョー・マスタロフ、作曲：ジェリー・ボック
- 1998年：映画『ユー・ガット・メール』You've Got Mail 監督：ノーラ・エフロン、出演：トム・ハンクス、メグ・ライアン ※設定がEメールに置き換えられている。